# Pumas Naucalpan
El Pumas Naucalpan fue un equipo filial de Pumas de la UNAM de la Primera División de México. Participaban en la Liga de Nuevos Talentos de la Segunda División de México. Jugaban sus partidos en las instalaciones de entrenamiento del primer equipo, conocido como La Cantera, ubicada al sur de la Ciudad de México.
En 2015 la Segunda División cambió de formato y como parte de esto se le pidió a los 18 equipos de Primera División tener una filial en la Liga Premier de Ascenso, así el Club Universidad Nacional creó al Club Universidad Nacional Premier, usando como base a Pumas Naucalpan y este desapareció.

## Estadio
Pumas Naucalpan jugaba en las instalaciones de entrenamiento del primer equipo, conocido como La Cantera. Data desde 1997 y está ubicado en un terreno llamado la Cantera Oriente, al sureste de la Ciudad Universitaria. Se trata de un predio de doscientos seis mil metros cuadrados, que fue horadado durante 35 años por la Planta de Asfalto del Distrito Federal. El proyecto arquitectónico fue concebido por el arquitecto Juan José Díaz Infante -integrante del equipo fundador de la UNAM en la Segunda División, en 1954-, quien tuvo como condicionantes: hacer un diseño que no afectara las características propias del lugar y lo suficientemente austero, para no afectar la economía del Club de fútbol. Por ello, se recurrió a los amigos de los Pumas y a egresados de la Universidad para obtener los donativos de material y mano de obra.

## Palmarés

### Torneos nacionales
- Tercera División de México (1): 2000-2001

## Temporadas
| Apertura 2012 | 4.Segunda LNT | Zona I      |
| Clausura 2013 | 4.Segunda LNT | Zona I      |
| Apertura 2013 | 4.Segunda LNT | 10°. Zona I |
| Clausura 2014 | 4.Segunda LNT | 2°. Zona I  |
| Apertura 2014 | 4.Segunda LNT | Grupo I     |
| Clausura 2015 | 4.Segunda LNT | 9°. Grupo I |